# Maecii
La gens Maecia était une famille plébéienne de la Rome antique. Les membres de cette gens sont rarement mentionnés avant l'époque de Cicéron, mais à l'époque impériale, ils ont pris de l'importance, obtenant le consulat à plusieurs reprises.

## Membres

### Sous la République
- Octavius Maecius, selon certains récits, commandant de la cavalerie alliée en -293, pendant la troisième guerre samnite. Il employa une ruse astucieuse pour faire paraître ses forces bien plus importantes qu'elles ne l'étaient en réalité, alarmant l'armée samnite[a 1].
- Spurius Maecius Tarpa, contemporain de Cicéron, que Pompée engagea pour sélectionner les pièces jouées lors de ses jeux en -55. Plus tard, Octave s'est appuyé sur lui pour son opinion sur le drame[a 2],[a 3],[2].
- Quintus Maecius, poète romain, connu uniquement grâce à ses douze épigrammes de l' Anthologie grecque, qui comptent parmi les plus belles de la collection[3],[4],[a 4].

### Sous le Principat

#### Maecii Celer
Les Maecii Celer sont originaires d'Hispanie Tarraconaise.
- Caius (Maecius), (v.-50 - ?);
  - Caius (Maecius), (v.-25 - ?);
    - Caius Maecius Celer, (v.-1 - ?), notable d'Ilici;
      - ? (Maecius Celer), (v.30 - ?);
        - ? Maecia, (v.50 - ?), épouse de Marcus Roscius Coelius;
          - Lucius Roscius Aelianus Maecius Celer, (v.65 - ap.100), consul suffect en 100;

        - Marcus Maecius Celer, (v.60 - ap.101), consul suffect en 101;

#### Maecii Postumi
- Lucius Maecius Postumus, (v.30 - ap.78), Frère Arvales;
  - Lucius Maecius Postumus, (v.54 - ap.105), consul suffect en 98;
  - ? (Maecia), (v.55 - ?), épouse (Pomponius);
    - ? (Pomponia Longina), (v.70/5 - ?), épouse (Eggius Ambibulus)
      - Caius Eggius Ambibulus Pomponius Longinus Cassianus Lucius Maecius Postumus, (v.93 - ap.126), consul en 126;

#### Maecii Probi
- Maecius Probus, (v.130 - ?), centurion de la legio III Augusta en 162;
  - ? Marcus Maecius Probus, (v.160 - v.205), consul suffect vers 198;
    - ? Marcus Pomponius Maecius Probus, (v.195 - ap.228), consul en 228;
      - ? (Marcus Maecius Probus), (v.225 - ?);
        - ? Maecia Praetextata, (v.250/5 - ?), épouse d'Acilius Glabrio;
        - ? Maecius Marullus, (v.255 - v.275);
          - ? (Marcus Maec)ius Gordianus, (v.275 - ap.306)[b 1];
            - ? (Orfita), (v.300 - ?), épouse de (Caius Memmius);
            - ? (Maecius) Cethegus, (v.305 - 370)[b 2];
              - ? Furius Maecius Gracchus, (v.325 - ap.377), Préfet de Rome en 376;
                - ? Maecia, (v.345 - ?), épouse Arrius;
                - ? (Furius) Pammachius, (v.350 - 410), proconsul d'Afrique en 395;

              - ? (Maecia) Blaesilla, (v.325/30 - ap.347), épouse Rogatus;
              - ? Furia, (v.330/5 - ?), épouse de (Quintilius);
              - Placida

            - ? Marcus Maecius Memmius Caecilianus Baburius Furius Placidus, (v.305/10 - ap.347), consul en 343;
            - ? (Maecia) Placida, (v.310 - ?), épouse de Postumius Rufius Avienius[5];

#### Autres
- Marcus Maecius Rufus, proconsul de Bithynie et consul suffect sous le règne de Vespasien[6].
- Lucius Maecius Postumus, consul suffect en 98.
- Lucius Roscius Aelianus Maecius Celer, consul suffect en 100.
- Marcus Maecius Celer, consul suffect en 101.
- Maecius Marullus, nommé par l' Historia Augusta comme le père de l'empereur Gordien Ier.
- Quintus Maecius Laetus, consul en 215 apr. J.-C. ; il avait déjà été consul au cours d'une année incertaine.
- Marcus Pomponius Maecius Probus, consul en 228 apr. J.-C.[a 5].
- Marcus Maecius Memmius Furius Placidus, consul en 343 apr. J.-C.[1].
- Maecius Faltonius Nicomachus, noble romain à la fin du IVe siècle[a 6].
- Rufius Achilius Maecius Placidus, consul en 481 apr. J.-C.